# 아퍼짓 섹스
아퍼짓 섹스(The Opposite Sex)는 미국에서 제작된 데이비드 밀러 감독의 1956년 영화이다. 준 앨리슨 등이 주연으로 출연하였고 조 패스터넉 등이 제작에 참여하였다.

## 출연

### 주연
- 준 앨리슨
- 조안 콜린스

### 조연
- 돌로레스 그레이
- 앤 쉐리던
- 앤 밀러
- 레슬리 닐슨

### 단역
- 에이미 럿버그 (레지나 역, 크레딧에 등장하지 않음)

## 제작진
- 원작자: Clare Boothe Luce
- 의상: 헬렌 로즈